# Alem Mujaković
Alem Mujaković, slovenski nogometaš, * 6. april 1978.
Mujaković je nekdanji profesionalni nogometaš, ki je igral na položaju napadalca. Večji članske kariere je igral za Rudar Velenje, med leti 1996 in 1998 ter 2002 in 2011, ob tem je igral tudi za Šmartno ob Paki in Šmartno 1928. Skupno je v prvi slovenski ligi odigral 148 tekem in dosegel 11 golov.